# Lansac, Gironde
Lansac är en kommun i departementet Gironde i regionen Nouvelle-Aquitaine i sydvästra Frankrike. Kommunen ligger i kantonen Bourg som tillhör arrondissementet Blaye. År 2022 hade Lansac 671 invånare.

## Befolkningsutveckling
Antalet invånare i kommunen Lansac
Referens:INSEE